# Elateropsis reticulatus
Elateropsis reticulatus là một loài bọ cánh cứng trong họ Cerambycidae.